# Apamea terminalis
Apamea terminalis là một loài bướm đêm trong họ Noctuidae.